# Lissa Classica
Lissa Classica je festival klasické hudby, jenž se pravidelně koná v květnu a červnu v Lysé nad Labem a okolních městech. Jeho tradici založil v roce 2021 hudební skladatel, dirigent a kytarista Lukáš Sommer s přáteli.
Od roku 2022 organizaci festivalu převzal spolek Art Lissa. Festival vedle místních dárců finančně podporují Středočeský kraj a město Lysá nad Labem .
Za čtyři roky své existence festival přinesl do Lysé nad Labem, Čelákovic, Kostomlat nad Labem, Milovic a Přerova nad Labem celkem 24 koncertů.
Organizátoři festivalu se snaží o pořádání koncertů v neobvyklých místech a současně podporují projekt záchrany barokních varhan v Kostele Narození svatého Jana Křtitele v Lysé nad Labem. Festival se konal například v sále Volmanovy vily v Čelákovicích nebo Beniesovy vily v Litoli.
Festival se od roku 2022 koná pod záštitou hejtmanky Petry Peckové. Koncert Musica Florea v roce 2023 byl natáčen Českým rozhlasem.

## Přehled ročníků

### Čtvrtý ročník (2024)
Festival reagoval na kulaté výročí Bedřicha Smetany, kdy 2. března 2024 uplynulo 200 let od jeho narození. Ve výroční den se uskutečnila prezentace programu festivalových koncertů, z nichž první se konal 12. května 2024. V sérii koncertů se v Polabí představili Smetanovo trio, Trojanovo trio a Dominika Prokopová, Petr Nouzovský a Kristina Fialová, Vladislav Bláha a Tania Drobysh, uskupení VOX nymburgensis pod vedením sbormistra Jana Mikuška, Andrea Kalivodová a kvartet Tomáše Sýkory.  